# Ernst Wagner (Maler)
Ernst Wagner (* 2. Februar 1877 in Cilli, Untersteiermark, Österreich-Ungarn; † 17. Dezember 1951 in Ammerland in Bayern) war ein österreichischer Maler, Bildhauer, Grafiker und Schriftsteller.

## Leben

Vídeň (1931); Öl auf Leinwand

Wagner dokotorierte an der Universität Graz in Jurisprudenz und studierte danach von Januar 1901 bis Februar 1902 in der Bildhauerklasse von Josef Breitner an der Kunstgewerbeschule Wien und von März bis Mai 1902 in der Bildhauerklasse von Hans Bitterlich an der Akademie der bildenden Künste Wien. Danach zog er nach München und schloss sich dem Kreis um Adolf von Hildebrand an. Er beteiligte sich an den Ausstellungen der Münchner, Berliner und Wiener Secession. Er unternahm Studienreisen nach Paris, Ascona und Calamotta. Im Jahr 1909 traf er Auguste Rodin.
Im Ersten Weltkrieg wurde Wagner ins Kriegspressequartier eingezogen. Er war von 1922 bis 1938 Mitglied des Hagenbundes. Von 1929 bis 1936 unterrichtete er als Professor an der Staatlichen Kunstgewerbeakademie in Dresden. Er hielt Vorträge und Seminare zum Thema Kulturwissenschaft. 1936 und 1937 weilte er in Italien, 1938 in England und Frankreich und 1939 bis 1940 erneut in Italien. Ab dem Winter 1940 lebte er in Wien und ab 1941 in München. 1951 zog er nach Ammerland.

## Wirkung
Seine Bilder waren unter anderem in der Galerie Nierendorf, bei Hans Goltz und der Städtischen Galerie München (1952 mit Hermann Ebers) ausgestellt.
Der bekannte Kritiker Hermann Bahr schrieb über ihn:

„Endlich wieder einmal ein Maler, der mich umschmeißt! Dieses Gefühl, besoffen zu sein von einer Kunst, gab mir seit Kokoschka keiner mehr.“

## Werke (Auswahl)
- Golgatha
- Luna
- Weisheit